# 채널A 선거개표방송
《채널A 선거방송》은 대한민국의 채널A에 방송한 선거 특집 프로그램이다.

## 변천사
- 약속2012 (19대 총선)
- 약속2012 (18대 대선)
- 약속2014 (6회 지선)
- 약속2016 (20대 총선)
- 약속2017 (19대 대선)
- 약속2018 (7회 지선)
- 진짜선택 2020 (21대 총선)
- 나의선택 2021 (2021년 재보궐선거) - 공휴일 아님
- 나의선택 2022 (8회 지선)
- 나의선택 2022 (20대 대선)
- 나의선택 2024 (22대 총선)
- 나의선택 2025 (21대 대선)

## 같이 보기
- 개표방송
- 투표